# オグデン (ドック型輸送揚陸艦)
| オグデン (LPD-5) |                                                                      |
| 艦歴             |                                                                      |
| 発注             | 1961年9月21日                                                        |
| 起工             | 1963年2月4日                                                         |
| 進水             | 1964年6月27日                                                        |
| 就役             | 1965年6月19日                                                        |
| 退役             | 2007年2月21日                                                        |
| その後           | 標的艦として海没処分                                                 |
| 性能諸元         |                                                                      |
| 排水量           | 軽荷排水量：9,962トン 満載排水量：17,370トン 積載重量トン：7,408トン |
| 全長             | 173.4 m (569 feet), 水線長167 m (548 feet)                           |
| 全幅             | 32.9 m (108 feet), 水線長25.6 m (84 feet)                            |
| 吃水             | 最大:6.7 m (22 feet) , 限界：7 m (23 feet)                           |
| 乗員             | 士官100名、兵員1335名                                                |
| 速力             | 20ノット                                                             |
| 最大輸送人員     | 930名                                                                |
| 兵装             | 3インチ50口径連装砲4門                                               |
| モットー         | Flexible Response                                                    |

オグデン (USS Ogden ,LPD-5) はアメリカ海軍のドック型輸送揚陸艦。オースティン級ドック型輸送揚陸艦の2番艦。カナダ人の探検家・毛皮商ピーター・オグデンに由来する地名をもつ、ユタ州の街オグデンにちなんで名付けられた。

## 艦歴
オグデンは1963年2月4日にニューヨーク海軍造船所にて起工された。1964年6月27日に進水し、1965年6月19日にニューヨークにおいて就役した。
ノーフォークでの習熟訓練の後、オグデンは1965年10月29日にサンディエゴに到着した。太平洋艦隊と合流し、初期訓練を完了させるためである。就役1年目の年において、オグデンは1966年2月8日から4月4日、ならびに5月16日から7月7日の2回にわたって南ベトナムへ派遣された。海兵隊員とその装備をベトナム戦線に輸送し、帰投時は損傷した車両を修理のため持ち帰るのが任務だった。
2002年1月27日、オグデンは原子力潜水艦グリーンビル (USS Greeneville, SSN-772) と衝突して船体に損傷を受け、燃料タンクに約13×46センチほどの穴を1カ所開ける事故を起こした。
オグデンはイラク戦争の影響を受けて退役を延期されたが、2007年2月21日に退役した。その後リムパック演習(RIMPAC 2014)の実艦標的となり、ハープーン対艦ミサイルとNSMによって撃沈された。